# Juliusz Leo
Juliusz Franciszek Leo (ur. 15 września 1861 w Stebniku, zm. 21 lutego 1918 w Krakowie) – polityk galicyjski, ekonomista, prawnik, prezydent Krakowa, Prezes Koła Polskiego, przewodniczący Naczelnego Komitetu Narodowego w 1914 roku.

## Życiorys
Był synem  radcy górniczego Juliusza Lea (1817–1878, nadzarządca C. K. Zarządu Saliny w Wieliczce) i Krystyny z Holztragerów (1827–1904). Wraz z rodzicami przeprowadził się do Wieliczki. Ukończył Gimnazjum św. Anny w Krakowie. W latach 1879–1884 studiował prawo na Uniwersytecie Jagiellońskim, a następnie  w latach 1885–1887 ekonomię w Berlinie. W 1887 rozpoczął praktykę adwokacką, a rok później obronił habilitację z zakresu prawa skarbowego. W latach 1891–1904 już jako profesor wykładał na UJ. Od 1893 był członkiem Rady Miasta Krakowa. W latach 1901–1904 pełnił funkcję wiceprezydenta miasta. 7 lipca 1904  po rezygnacji Józefa Friedleina został wybrany na funkcję prezydenta miasta Krakowa, którą pełnił przez 3 kadencje aż do śmierci. Wybór zatwierdził cesarz Franciszek Józef I z dniem 25 sierpnia 1904. Obejmując ostatnią kadencję w 1916, uzyskał 86 z 88 głosów. W 1901 został posłem do Sejmu Krajowego i zasiadał w nim w czasie VIII, IX i X kadencji. Wystartował w wyborach, reprezentując konserwatystów; od 1907 wchodził w skład stronnictwa demokratów. Od 1911 wchodził również w skład austriackiej Rady Państwa, pełniąc w latach 1912–1915 funkcje Prezesa Koła Polskiego. W 1889 opublikował Finanse Galicji oraz projekt reformy skarbu krajowego. W 1894 ożenił się z Wilhelminą Cecylią Kleska (1871–1947) oraz przeprowadził do nabytej przez siebie kamienicy przy ulicy Loretańskiej 8. Był ojcem pięciorga dzieci (trzech synów, dwie córki). Jego wnukiem był historyk sztuki Andrzej Fischinger. Juliusz Leo, chorujący na nadciśnienie tętnicze, we wrześniu 1917 doznał ataku serca; komplikacje zdrowotne spowodowały jego śmierć w lutym następnego roku. Obowiązki prezydenta miasta w czasie choroby sprawował wiceprezydent Jan Kanty Federowicz.
Największymi dokonaniami prezydenckimi Juliusza Lea było:
- sfinalizowanie wykupienia od Austriaków w 1905 Wawelu i rozpoczęcie szeroko zakrojonych prac jego rewitalizacji.
- stworzenie w latach 1907–1915 tzw. Wielkiego Krakowa, czyli przyłączenia 14 nowych dzielnic i powiększenie w ten sposób obszaru miasta z 7 do 47 km kwadratowych. Pierwszy postulat w sprawie zgłaszał już jako wiceprezydent na posiedzeniu Rady Miasta Krakowa 6 lutego 1902.
- regulacja brzegów Wisły i przesunięcie koryta Rudawy.
- rozbudowa kanalizacji i sieci wodociągowej oraz rozbudowa sieci komunikacyjnej o nowe linie tramwajowe.
- uporządkowanie gospodarki finansowej miasta i zwiększenie jego dochodów.
- budowa III mostu na Wiśle, elektrowni miejskiej  oraz otwarcie w 1913 nowego dworca towarowego.

W 1914 współtworzył i był pierwszym prezesem Naczelnego Komitetu Narodowego, był jednym z współinicjatorów utworzenia Legionów Polskich. Z kasy miasta Krakowa na Legiony na wniosek prezydenta Rada Miasta przegłosowała darowiznę w wysokości miliona koron.
Juliusz Leo pochowany jest w grobowcu ufundowanym przez Radę Miasta Krakowa na krakowskim cmentarzu Rakowickim.

## Upamiętnienie
- Jego imię nosi jedna z krakowskich ulic w  dzielnicy V (biegnie przez Nową Wieś i Łobzów) oraz największa polana w Lesie Wolskim.
- Tadeusz Boy-Żeleński we wspomnieniach o prezydencie Leo napisał Dał On miastu ramę dla przyszłego rozwoju na 100 lat.
- 20 stycznia 2018 roku odsłonięto w Krakowie pomnik Juliusza Lea u zbiegu ulic Józefińskiej i  Nadwiślańskiej, w Podgórzu. Autorami rzeźby są Karol Badyna i Łukasz Podczaszy[8].

## Odznaczenia i wyróżnienia
- Krzyż Komandorski Orderu Franciszka Józefa (1910)[9].
- Godność c. k. tajnego radcy (1914)[10].
- Tytuł Honorowego Obywatela Podgórza (17 marca 1914)[11].
- Honorowe członkostwo Towarzystwa Strzeleckiego w Krakowie (1907)[12].

## Galeria

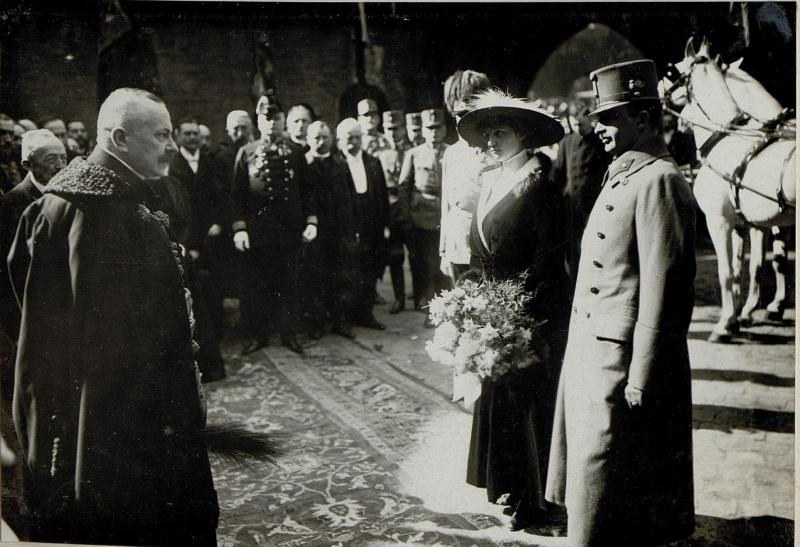
Juliusz Leo wita cesarza Karola I i cesarzową Zytę podczas wizyty pary cesarskiej w Krakowie 1917
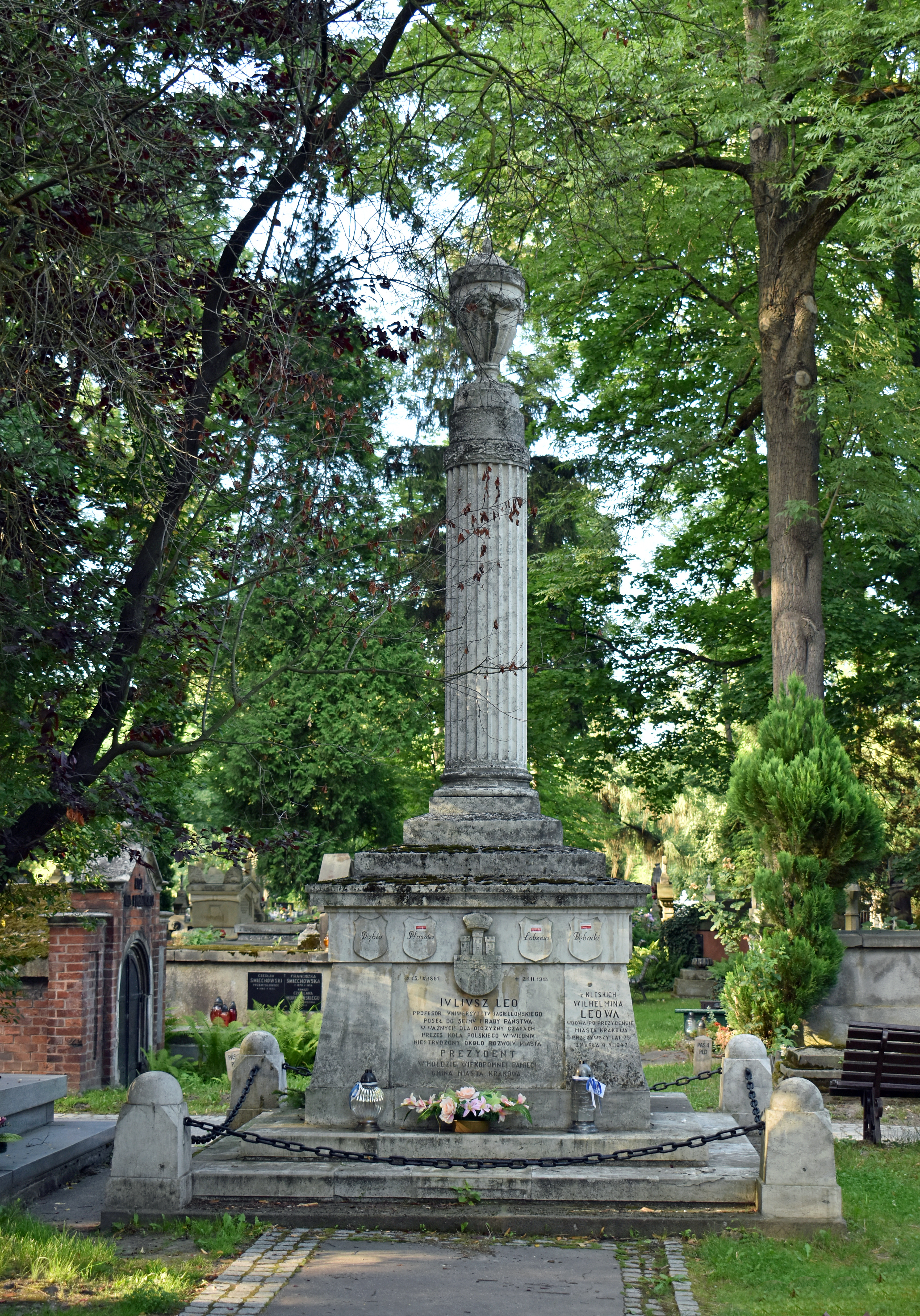
Grobowiec Juliusza Lea na cmentarzu Rakowickim
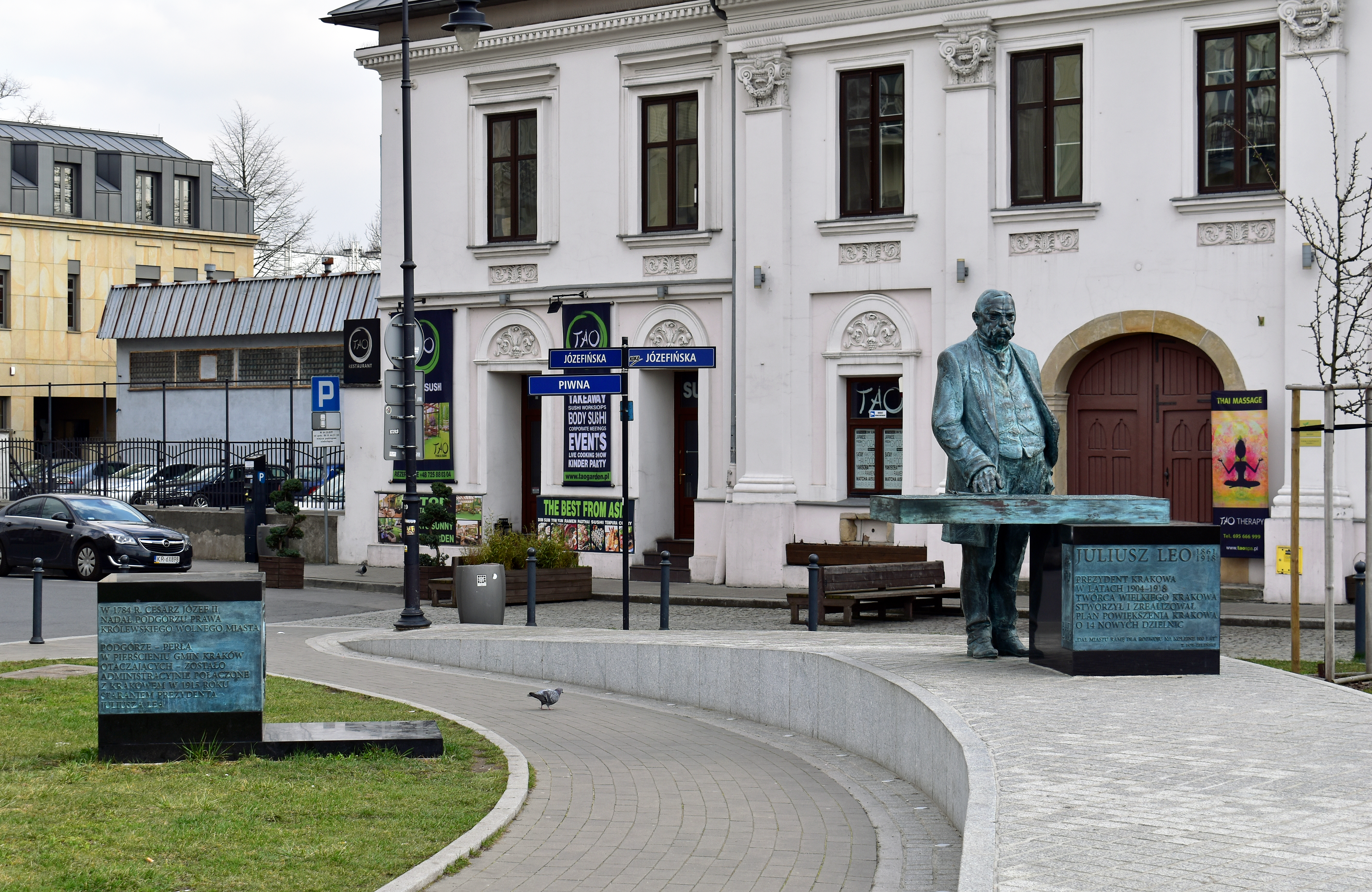
Pomnik Juliusza Lea Kraków, Podgórze ul. Józefińska